# André Gérardin
André Gérardin (Nancy, 24 juin 1879 - Nancy, 16 février 1953) était un mathématicien français, spécialisé dans la théorie des nombres et les machines à calculer utilisées pour factoriser de grands entiers positifs, trouver des nombres premiers et calculer des résidus quadratiques modulo un entier positif donné.

## Biographie
Gérardin devient membre de la Société Mathématique de France en 1906. Il a écrit de nombreux articles pour L'Enseignement Mathématique, Nouvelles Annales de Mathématiques et d'autres revues mathématiques françaises, ainsi que quelques articles pour des revues mathématiques étrangères. Il était l'un des neuf mathématiciens qui ont lu les premières pages d'épreuves et à avoir suggéré des améliorations pour le premier volume de l'Histoire de la théorie des nombres de Leonard E. Dickson. Dans ce volume, Dickson et Gérardin annoncent pour la première fois que le numéro de Mersenne M173 possède le facteur 730753.
Gérardin fut conférencier invité du Congrès international des mathématiciens en 1912 à Cambridge,,, en 1920 à Strasbourg,, en 1928 à Bologne et en 1932 à Zurich. Il fut pendant de nombreuses années le fondateur et rédacteur en chef de la revue mathématique Sphinx-Œdipe, fondée en 1906. En 1944, il fonde avec Paul Belgodère la revue Intermédiaire des recherches mathématiques. En 1948, Gérardin commença à publier la revue Diophante et la poursuivit jusqu'à sa mort.
En 1949, Paul Belgodère, directeur de la bibliothèque de l'Institut Henri Poincaré (de 1949 à 1986), achète l'importante bibliothèque mathématique que Gérardin avait accumulée à Nancy.